# Oxypoda agitata
Oxypoda agitata är en skalbaggsart som beskrevs av Thomas Casey 1911. Oxypoda agitata ingår i släktet Oxypoda och familjen kortvingar. Inga underarter finns listade i Catalogue of Life.